# Alexander Tilemann von Heespen
Pour les articles homonymes, voir Tilemann.
Alexander Tilemann von Heespen, né le 7 avril 1677 à Oldenbourg et mort le 26 décembre 1738 à Schleswig, est un juriste.

## Biographie
Alexander Tilemann von Heespen est un fils de Wilhelm von Heespen (1625-1686), directeur de chancellerie oldenbourgeois anobli en 1686, et de sa femme Anna Margaretha, née von Velstein (1648-1704), fille du conseiller et magistrat Anton Günther von Velstein. L'ambassadeur du Wurtemberg puis de Gottorf Anton Günther von Heespen (vers 1655-1723) et le directeur de chancellerie oldenbourgeois à Esens Wilhelm von Heespen (1669-1742) sont ses frères.
Il fréquente l'Alte Gymnasium de Brême et étudie le droit aux universités de Halle et de Leipzig. Après un Grand Tour, il entre dans le service administratif danois des duchés de Schleswig-Holstein. En 1704, il devient assesseur à la chancellerie allemande à Copenhague et, en 1709, conseiller de chancellerie. En 1718, il est nommé conseiller à la Haute Cour de Gottorf.
En 1723, il est nommé tuteur des filles du duc Joachim-Frédéric de Schleswig-Holstein-Plön, mort en 1722.
Il épouse en premières noces Catharina Elisabeth, née Gensch († 1717), une nièce de Christoph Gensch de Breitenau. Après la mort de cette dernière, il épouse en 1720 Frederike, née Klingenberg (1699-1755), une fille du conseiller d'État Paul Klingenberg. De ce premier mariage naît le seul fils survivant, Christian Friedrich von Heespen (1717-1776). Celui-ci hérite des domaines de Hemmelmark, Tersløsegård (Tersløse Sogn), Grünenhof et Blexersande (aujourd'hui un quartier de Nordenham) et de la succession de Gensch von Breitenau.
Alexander Tilemann von Heespen est inhumé, comme avant lui sa première femme et ses enfants Anna († 1715), Christoph Wilhelm († 1717) et Catharina († 1718), morts en bas âge, dans la chapelle de Breitenauschen dans l'église Aegidienkirche de Lübeck.